# Winckler-Denkmal

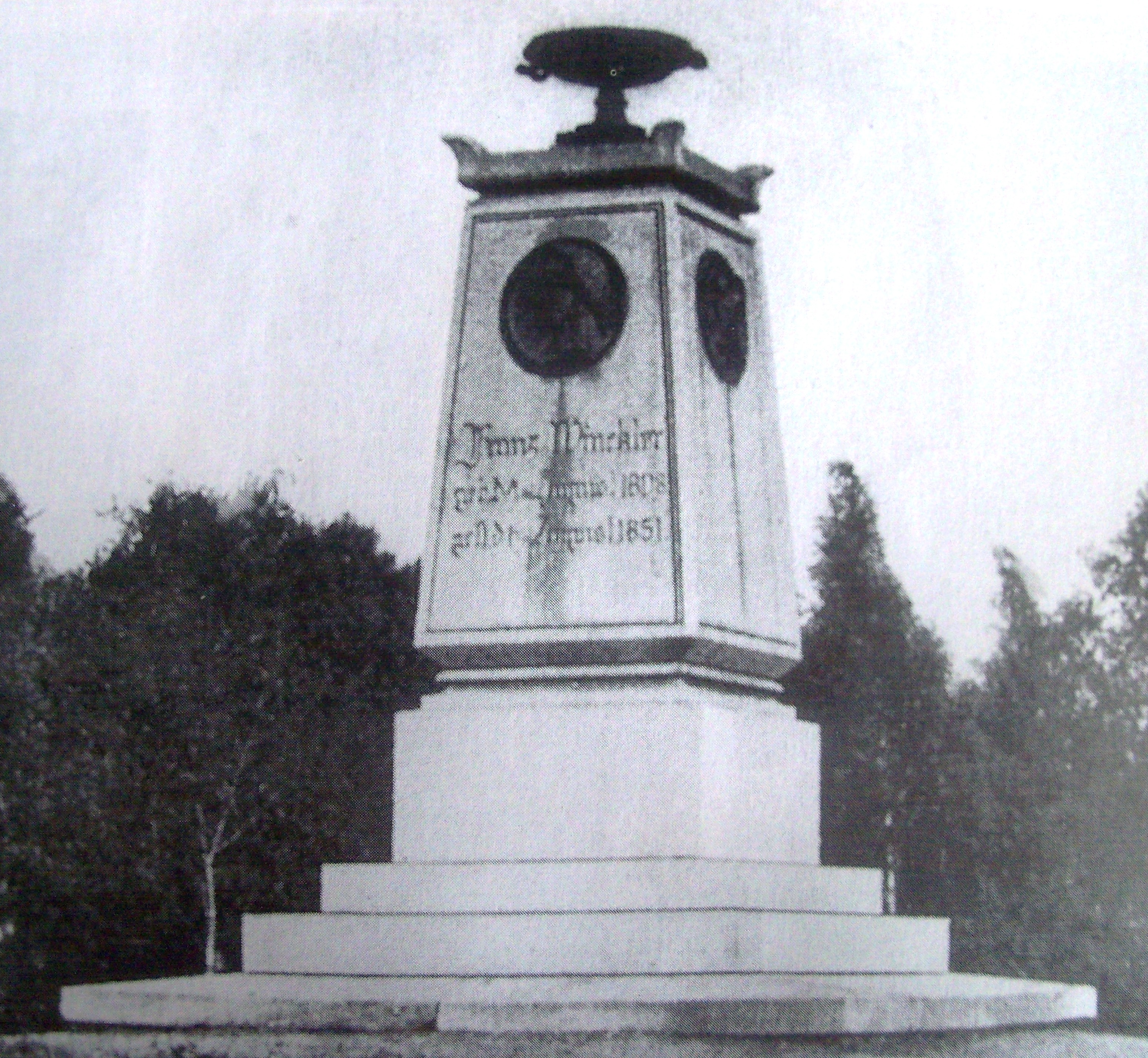
Winckler-Denkmal

Das Winckler-Denkmal in Kattowitz (pl. Katowice) wurde zur Erinnerung an den Montanunternehmer Franz von Winckler am 28. August 1853 enthüllt.
Friedrich Wilhelm Grundmann, langjähriger Mitarbeiter und Freund von Winckler setzte diesem ein Grab-Denkmal im Park des alten Schlosses, am Ort der Verwaltung seiner Unternehmen. Der Entwurf für das antikisierende Denkmal stammte von dem Berliner Bildhauer Theodor Kalide (1801–1863), der von seinem Schwager Winckler gefördert wurde. Das Monument war primär architektonisch gehalten und bestand aus einem Gedenkstein aus Marmor in Form eines Pyramiden-Stumpfs (oder Obelisken-) auf einem Postament über einem dreistufigen Unterbau. Das steinerne Monument wurde durch Bronzen ergänzt: Die Vorderseite des Obelisken zierten ein Flachrelief-Porträt Wincklers und eine Inschrift; auf seinen Seitenflächen waren zwei allegorische Flachreliefs angebracht. Das Denkmal war von einer antikisierenden Schale bekrönt.
Um 1945 wurde das Ehrenmal wegen Errichtung eines politischen Monuments an diesem Ort vollständig zerstört.